# Best of Dompan
Best of Dompan är en dubbel-CD med samlade musiklåtar med saxofonisten Arne Domnérus. Skivan innehåller inspelningar med andra musiker som Monica Zetterlund, Alice Babs, Jan Johansson, Gunnar Svensson, Georg Riedel, Quincy Jones, Egil Johansen, Bengt Hallberg, Rune Gustafsson och många andra.

## Låtlista

### CD 1
1. "Karl-Bertil Jonssons julafton" (Gunnar Svensson) – 1:51
2. "More Than You Know" (Text: Billy Rose, Edward Eliscu – musik: Vincent Youmans) – 2:28
3. "The Midnight Sun Never Sets" (Quincy Jones, Henri Salvador, Dorcas Cochran) – 4:05
4. "Topsy Theme" (Gunnar Svensson) – 3:04
5. "Where or When" (Text: Lorenz Hart – musik: Richard Rodgers) – 4:03
6. "Rockin' Chair" (Hoagy Carmichael) – 3:05
7. "Broadway" (Henri Woode, Teddy McRae, Bill Bird) – 3:37
8. "Boogie Stop Shuffle" (Charles Mingus) – 5:04
9. "Melancholy Lullaby" (Benny Carter) – 3:20
10. "Serenade to Yrolaine" (Harry Arnold) – 3:10
11. "Jump For Joy" (Duke Ellington) – 5:29
12. "As Time Goes By" (Herman Hupfeld) – 3:21
13. "Just a-Sittin' and a-Rockin'" (Duke Ellington, Billy Strayhorn, Lee Gaines) – 2:55
14. "Mox Nix" (Art Farmer – arr. Georg Riedel) – 3:40
15. "All the Things You Are" (Jerome Kern) – 2:41
16. "Struttin' With Some Barbecue" (Louis Armstrong, Don Raye) – 4:28

### CD 2
1. "En gång i Stockholm" (Text: Beppe Wolgers – musik: Bobbie Ericson) – 2:59
2. "It's in the Bag" (Pete Jacques) – 3:56
3. "Nocturne" (Evert Taube) – 3:31
4. "Herkules Jonssons låt" (Gunnar Svensson) – 3:02
5. "We've Got a Groovy Thing Going" (Paul Simon) – 2:33
6. "Vårat gäng" (Nils Perne, Sven Paddock) – 4:39
7. "Ta av dig skorna" (Text: Povel Ramel, Beppe Wolgers – musik: Povel Ramel) – 4:20
8. "Som fågeln vid ljusan dag" (Trad. arr. Leif Strand) – 3:05
9. "Meditation For Saxophone" (Georg Riedel) – 4:04
10. "I'm Checkin' Out Go'em By (Barney Going Easy)" (Barney Bigard, Duke Ellington) – 3:35
11. "Mack the Knife" (Kurt Weill) – 4:07
12. "Lover Man" (Jimmy Davis, Roger Ramirez, James Shorman) – 5:09
13. "Visa från Utanmyra" (Trad. arr. Arne Domnérus, Rune Gustafsson) – 3:52
14. "Manha de Carnival" (Luiz Bonfá, Antonio Maria) – 4:45
15. "What Kind of Fool am I" (Leslie Bricusse, Anthony Newley) – 4:38
16. "You've Got it" (Pete Jacques) – 2:39
17. "Take the 'A' Train" (Billy Strayhorn) – 4:39
18. "Gammal fäbodspsalm" (Upptecknad av Oskar Lindberg) – 4:01